# Gerhard Donat
Gerhard Donat (* 18. April 1920 Georgswalde) ist ein österreichischer Generalmajor.

## Leben
Donat wuchs als Sohn eines Offiziers in der Garnisonstadt St. Pölten auf, wo er 1938 die Matura ablegte.
Im Oktober 1938 begann er seine aktive Offizierslaufbahn als Fahnenjunker im mecklenburgischen Infanterie-Regiment Nr. 89 in Schwerin. Mit diesem nahm er innerhalb der 12. Infanterie-Division am Überfall auf Polen, dem Westfeldzug und dem Unternehmen Barbarossa teil. Im April 1942 wurde er Oberleutnant. Nach einer Verwundung wurde er 1942 in den Stab des Infanterie-Regiments 108 versetzt. In diesem Regiment diente er später als 2. Kompaniekommandant und 1943 als Führer der Aufklärungsabteilung 138. Später im Stab der 38. Infanterie-Division. Nach dreimaliger Verwundung wurde er im März 1944 Inspektionschef der Reserveoffiziersbewerber-Lehrgänge im Lehrstab Wehrkreis XI am Truppenübungsplatz Bergen bei Celle.
Im August 1944 wurde er zum Hauptmann befördert. Von September 1944 bis Kriegsende war er Ordonnanzoffizier des Generalquartiermeisters im OKH.
Nach Kriegsende war er bis November 1945 in britischer Kriegsgefangenschaft in Flensburg, Glücksburg, Lüneburg und Munsterlager.
Nach Tätigkeit in der Privatwirtschaft trat er im Juni 1956 als Kompaniekommandant in das Bundesheer ein. Ab 1957 war er im Stab des 1. Brigadekommandos.
Nach einer Generalstabsausbildung von 1963 bis 1966 wurde er Hauptlehrer für Versorgungsführung an der Landesverteidigungsakademie. 1966/67 war er Stabschef einer Panzergrenadierbrigade.
Von 1967 bis zu seinem Ruhestand 1980 war er Abteilungsleiter im Bundesministerium für Landesverteidigung.